# Formule 1 in 2007

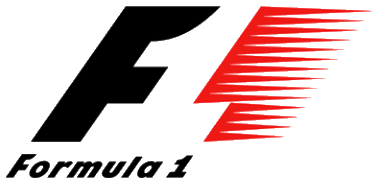
Formule 1 logo

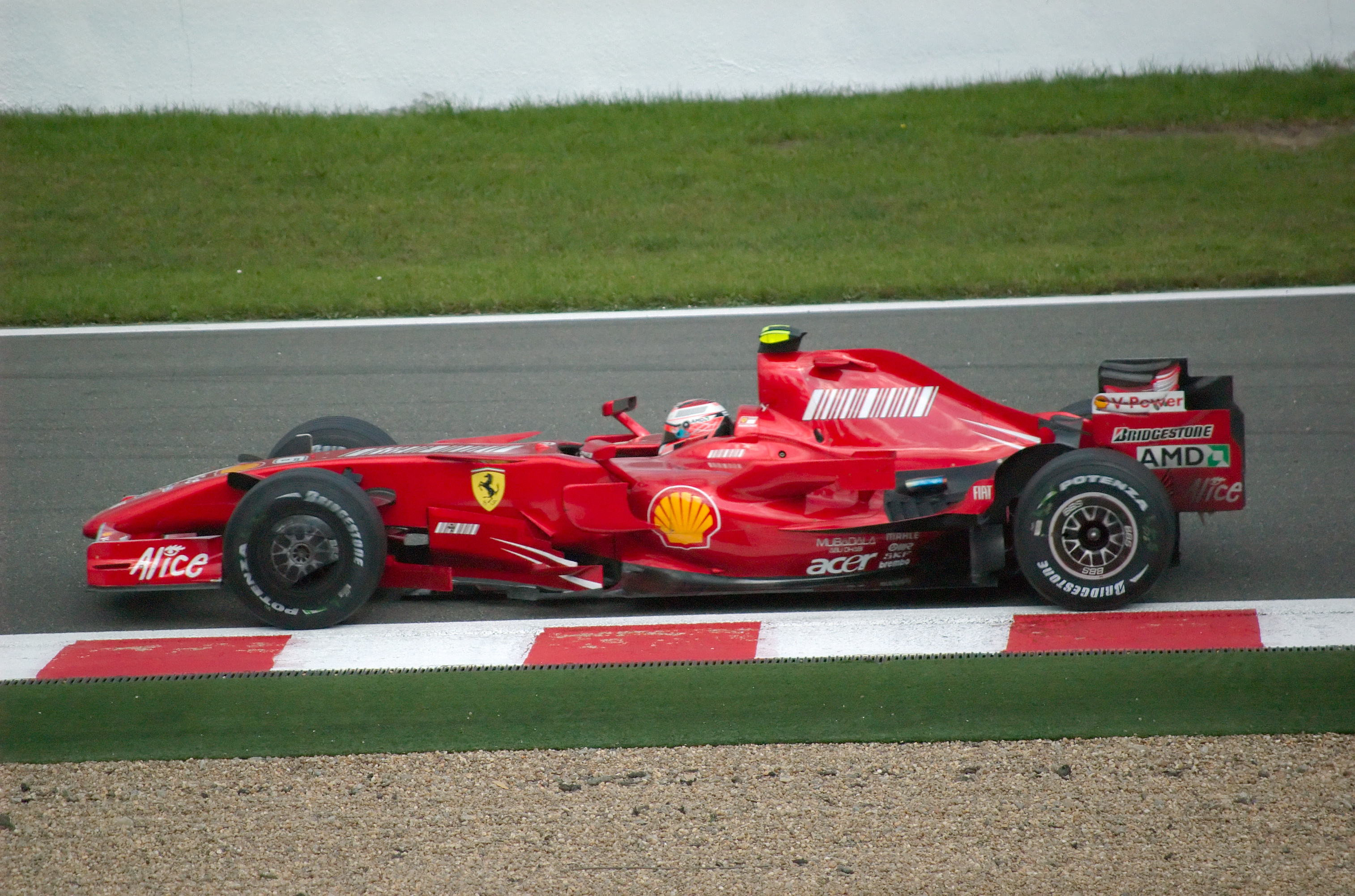
Scuderia Ferrari werd constructeurskampioen in 2007 nadat McLaren-Mercedes werd gediskwalificeerd

Het Formule 1-seizoen 2007 was het 58ste van het FIA Formula One World Championship. Het seizoen begon op 18 maart met een race op Albert Park, het semi-stratencircuit van Melbourne (Australië) en eindigde na zeventien races op 21 oktober op Interlagos in Brazilië.
Op het circuit van Imola en op de Hockenheimring vonden dit jaar geen races plaats, zodat er voor het eerst in 30 jaar in elk bezocht land slechts één race gereden werd. Er waren namelijk twee races in Duitsland en twee in Italië in de voorgaande jaren, de Hockenheimring en de Nürburgring in Duitsland en Imola en Monza in Italië.
De ontknoping voor het coureurskampioenschap 2007 kwam pas in de allerlaatste race in Brazilië. Wereldkampioen werd Kimi Räikkönen (Ferrari), met een voorsprong van slechts één punt op de nummers twee en drie, Lewis Hamilton en de tot dan toe regerende wereldkampioen Fernando Alonso (beiden McLaren Mercedes).
Op 13 september 2007 bepaalde de FIA dat McLaren na een spionagezaak alle verdiende punten in het constructeurskampioenschap zou verliezen. De coureurs van McLaren Mercedes zouden hun punten in het coureurskampioenschap evenwel behouden. Voorts werd het team veroordeeld tot het betalen van een boete van 100 miljoen dollar.

## Algemeen

### Belangrijke veranderingen
- De motoren van 2006 werden verzegeld en gedurende het seizoen 2007 niet meer gewijzigd.
- De vrije trainingen op vrijdag werden verlengd tot 90 minuten elk.
- Tijdens de vrije trainingen had elk team nog maar twee coureurs in plaats van drie; ze mochten daarbij echter wel inzetten wie ze wilden.
- De versnellingsbak moest minimaal twee races meegaan.

### Technisch reglement

#### Motor
Vanaf de Grand Prix van Japan van 2006 werd de motorontwikkeling bevroren, en deze motoren werden voor heel 2007 en 2008 gebruikt. Dit werd door de FIA omschreven als "homologatie" van de motor. Het was eerder gepland voor 2008.

#### Banden
Hoewel de FIA van plan was om vanaf 2008 één reglementaire bandenfabrikant aan te wijzen, was Bridgestone in 2007 de enige leverancier, nadat Michelin aan het einde van het seizoen 2006 zijn deelname aan de Formule 1 had beëindigd. Het herziene sportreglement hield in dat er in totaal 14 sets droogweerbanden per coureur beschikbaar zouden zijn tijdens elk raceweekend: vier sets voor de vrijdag en 10 sets voor de rest van het weekend. Tijdens de race moesten beide bandencompounds (hard en zacht) minstens één keer worden gebruikt. Tijdens de eerste ronde in Australië werden zachte banden gemarkeerd met een witte vlek. Dit was echter moeilijk te zien wanneer de auto in beweging was en vanaf de tweede ronde in Maleisië werd een van de vier groeven in de zachte compoundband wit geschilderd.

#### Lichten
Alle wagens waren voorzien van rode, blauwe en gele cockpitverlichting. Het doel was de bestuurders informatie te geven over seinen op het spoor of over de omstandigheden. De lichten moesten LED's zijn met een minimale diameter van 5 mm en zodanig zijn aangebracht dat ze zich direct in de normale gezichtslijn van de bestuurder bevonden.
Om de reddingsploegen een onmiddellijke indicatie te geven van de ernst van het ongeval moest elke auto worden uitgerust met een waarschuwingslicht dat werd aangesloten op de FIA-datalogger. 

#### Rolbeugel
De tweede auto van het team moest rijden met een geel gekleurde rolbeugel in plaats van een zwarte. De eerste auto's bleven rijden met een rood/oranje rolbeugel. Dit was bedoeld om de toeschouwers te helpen de eerste en tweede auto op grotere afstand van elkaar te onderscheiden.

### Sportief reglement
De twee vrijdagtrainingen werden uitgebreid van 60 naar 90 minuten. Alle teams mochten twee wagens inzetten, die bestuurd konden worden door ofwel de twee racecoureurs ofwel een aangewezen derde coureur.

Geen enkele auto mocht de pits in om te tanken tijdens een safety car periode totdat alle wagens in de groep na de safety car zaten en ze te horen kregen dat de pitstraat open was. Dit voorkwam dat coureurs direct na het inzetten van een safety car naar de pits reden. Bovendien moesten alle wagens die op een ronde gereden waren de wagen aan de leiding en de safety car passeren om achteraan aan te sluiten voor de herstart.

De teams die in het constructeurskampioenschap van het vorige seizoen als 5e-11e eindigden, mochten na een regelwijziging op vrijdag niet langer met een derde auto rijden. De teams die als 1e-4e eindigden, mochten dat al niet meer.

## Kalender

Landen die in 2007 een Grand Prix organiseerden zijn getoond in het groen, voormalige organiserende landen zijn getoond in het donkergrijs.

Voor het eerst sinds 1975 was er geen enkel land dat meer dan één Grand Prix organiseerde.
| GP nr. | Ronde | Grand Prix                 | Circuit                        | Plaats            | Datum        |
| ------ | ----- | -------------------------- | ------------------------------ | ----------------- | ------------ |
| 769    | 1     | GP van Australië           | Albert Park                    | Melbourne         | 18 maart     |
| 770    | 2     | GP van Maleisië            | Sepang International Circuit   | Sepang            | 8 april      |
| 771    | 3     | GP van Bahrein             | Bahrain International Circuit  | Sakhir            | 15 april     |
| 772    | 4     | GP van Spanje              | Circuit de Barcelona-Catalunya | Montmeló          | 13 mei       |
| 773    | 5     | GP van Monaco              | Circuit de Monaco              | Monte Carlo       | 27 mei       |
| 774    | 6     | GP van Canada              | Circuit Gilles Villeneuve      | Montreal (Quebec) | 10 juni      |
| 775    | 7     | GP van de Verenigde Staten | Indianapolis Motor Speedway    | Speedway          | 17 juni      |
| 776    | 8     | GP van Frankrijk           | Circuit de Nevers Magny-Cours  | Magny-Cours       | 1 juli       |
| 777    | 9     | GP van Groot-Brittannië    | Silverstone Circuit            | Silverstone       | 8 juli       |
| 778    | 10    | GP van Europa              | Nürburgring                    | Nürburg           | 22 juli      |
| 779    | 11    | GP van Hongarije           | Hungaroring                    | Mogyoród          | 5 augustus   |
| 780    | 12    | GP van Turkije             | Intercity Istanbul Park        | Tuzla             | 26 augustus  |
| 781    | 13    | GP van Italië              | Autodromo Nazionale Monza      | Monza             | 9 september  |
| 782    | 14    | GP van België              | Circuit Spa-Francorchamps      | Stavelot          | 16 september |
| 783    | 15    | GP van Japan               | Fuji Speedway                  | Oyama             | 30 september |
| 784    | 16    | GP van China               | Shanghai International Circuit | Shanghai          | 7 oktober    |
| 785    | 17    | GP van Brazilië            | Autódromo José Carlos Pace     | São Paulo         | 21 oktober   |

### Kalenderwijzigingen in 2007
- De Grand Prix van Australië en de Grand Prix van Bahrein verwisselden van plaats op de kalender.
- De Grand Prix van San Marino verdween van de kalender.
- Het circuit van Hockenheim had de rechten van de Grand Prix van Duitsland maar deze race verdween van de kalender. In plaats hiervan werd de race op de Nürburgring gereden onder de naam Grand Prix van Europa, deze race werd verplaatst van mei naar juli.
- De Grand Prix van België keerde na één jaar afwezigheid terug op de kalender.
- De Grand Prix van Japan werd gehouden op het vernieuwde Fuji Speedway in plaats van het op het circuit in Suzuka.

## Ingeschreven teams en coureurs
De volgende teams en coureurs namen deel aan het 'FIA Wereldkampioenschap Formule 1' 2007. Alle teams reden dit jaar met banden geleverd door Bridgestone doordat Michelin zich terug had getrokken.
| Inschrijving                | Constructeur      | Chassis         | Motor            | Nr. | Coureur              | Ronde     | Nr. | Test/reserve coureur                                                            |
| --------------------------- | ----------------- | --------------- | ---------------- | --- | -------------------- | --------- | --- | ------------------------------------------------------------------------------- |
| Vodafone McLaren Mercedes   | McLaren-Mercedes  | MP4-22          | Mercedes FO 108T | 1   | Fernando Alonso      | Alle      | 31  | Pedro de la Rosa Gary Paffett                                                   |
| Vodafone McLaren Mercedes   | McLaren-Mercedes  | MP4-22          | Mercedes FO 108T | 2   | Lewis Hamilton       | Alle      | 31  | Pedro de la Rosa Gary Paffett                                                   |
| ING Renault F1 Team         | Renault           | R27             | Renault RS27     | 3   | Giancarlo Fisichella | Alle      | 32  | Ricardo Zonta Nelson Piquet Jr.                                                 |
| ING Renault F1 Team         | Renault           | R27             | Renault RS27     | 4   | Heikki Kovalainen    | Alle      | 32  | Ricardo Zonta Nelson Piquet Jr.                                                 |
| Scuderia Ferrari Marlboro   | Ferrari           | F2007           | Ferrari 056      | 5   | Felipe Massa         | Alle      | 33  | Luca Badoer Marc Gené                                                           |
| Scuderia Ferrari Marlboro   | Ferrari           | F2007           | Ferrari 056      | 6   | Kimi Räikkönen       | Alle      | 33  | Luca Badoer Marc Gené                                                           |
| Honda Racing F1 Team        | Honda             | RA107           | Honda RA807E     | 7   | Jenson Button        | Alle      | 34  | Christian Klien James Rossiter Mike Conway                                      |
| Honda Racing F1 Team        | Honda             | RA107           | Honda RA807E     | 8   | Rubens Barrichello   | Alle      | 34  | Christian Klien James Rossiter Mike Conway                                      |
| BMW Sauber F1 Team          | BMW Sauber        | F1.07           | BMW P86/7        | 9   | Nick Heidfeld        | Alle      | 35  | Sebastian Vettel Timo Glock Ho-Pin Tung Robert Kubica                           |
| BMW Sauber F1 Team          | BMW Sauber        | F1.07           | BMW P86/7        | 10  | Robert Kubica        | 1–6, 8–17 | 35  | Sebastian Vettel Timo Glock Ho-Pin Tung Robert Kubica                           |
| BMW Sauber F1 Team          | BMW Sauber        | F1.07           | BMW P86/7        | 10  | Sebastian Vettel     | 7         | 35  | Sebastian Vettel Timo Glock Ho-Pin Tung Robert Kubica                           |
| Panasonic Toyota Racing     | Toyota            | TF107           | Toyota RVX-07    | 11  | Ralf Schumacher      | Alle      | 36  | Franck Montagny Kohei Hirate Kamui Kobayashi                                    |
| Panasonic Toyota Racing     | Toyota            | TF107           | Toyota RVX-07    | 12  | Jarno Trulli         | Alle      | 36  | Franck Montagny Kohei Hirate Kamui Kobayashi                                    |
| Red Bull Racing             | Red Bull-Renault  | RB3             | Renault RS27     | 14  | David Coulthard      | Alle      | 37  | Robert Doornbos Michael Ammermüller                                             |
| Red Bull Racing             | Red Bull-Renault  | RB3             | Renault RS27     | 15  | Mark Webber          | Alle      | 37  | Robert Doornbos Michael Ammermüller                                             |
| AT&T Williams               | Williams-Toyota   | FW29            | Toyota RVX-07    | 16  | Nico Rosberg         | Alle      | 38  | Narain Karthikeyan Kazuki Nakajima Alexander Wurz                               |
| AT&T Williams               | Williams-Toyota   | FW29            | Toyota RVX-07    | 17  | Alexander Wurz       | 1–16      | 38  | Narain Karthikeyan Kazuki Nakajima Alexander Wurz                               |
| AT&T Williams               | Williams-Toyota   | FW29            | Toyota RVX-07    | 17  | Kazuki Nakajima      | 17        | 38  | Narain Karthikeyan Kazuki Nakajima Alexander Wurz                               |
| Scuderia Toro Rosso         | STR-Ferrari       | STR2            | Ferrari 056      | 18  | Vitantonio Liuzzi    | Alle      | 39  | Neel Jani Sebastian Vettel Scott Speed                                          |
| Scuderia Toro Rosso         | STR-Ferrari       | STR2            | Ferrari 056      | 19  | Scott Speed          | 1–10      | 39  | Neel Jani Sebastian Vettel Scott Speed                                          |
| Scuderia Toro Rosso         | STR-Ferrari       | STR2            | Ferrari 056      | 19  | Sebastian Vettel     | 11–17     | 39  | Neel Jani Sebastian Vettel Scott Speed                                          |
| Etihad Aldar Spyker F1 Team | Spyker-Ferrari    | F8-VII F8-VII-B | Ferrari 056      | 20  | Adrian Sutil         | Alle      | 40  | Fairuz Fauzy Adrián Vallés Markus Winkelhock Giedo van der Garde Sakon Yamamoto |
| Etihad Aldar Spyker F1 Team | Spyker-Ferrari    | F8-VII F8-VII-B | Ferrari 056      | 21  | Christijan Albers    | 1–9       | 40  | Fairuz Fauzy Adrián Vallés Markus Winkelhock Giedo van der Garde Sakon Yamamoto |
| Etihad Aldar Spyker F1 Team | Spyker-Ferrari    | F8-VII F8-VII-B | Ferrari 056      | 21  | Markus Winkelhock    | 10        | 40  | Fairuz Fauzy Adrián Vallés Markus Winkelhock Giedo van der Garde Sakon Yamamoto |
| Etihad Aldar Spyker F1 Team | Spyker-Ferrari    | F8-VII F8-VII-B | Ferrari 056      | 21  | Sakon Yamamoto       | 11–17     | 40  | Fairuz Fauzy Adrián Vallés Markus Winkelhock Giedo van der Garde Sakon Yamamoto |
| Super Aguri F1              | Super Aguri-Honda | SA07            | Honda RA807E     | 22  | Takuma Sato          | Alle      | 41  | James Rossiter                                                                  |
| Super Aguri F1              | Super Aguri-Honda | SA07            | Honda RA807E     | 23  | Anthony Davidson     | Alle      | 41  | James Rossiter                                                                  |

- Test/reserve coureurs die vet gedrukt zijn, hebben deelgenomen aan een vrije training op de vrijdag van een GP-weekeinde.

### Veranderingen bij de teams in 2007
- Williams verving de Cosworth-motoren door Toyota-motoren. Hierdoor verscheen er voor het eerst in decennia geen Cosworth-motor aan de start.
- Spyker MF1 (bestaat sinds GP Italië 2006) reed dit seizoen met een Nederlandse licentie en veranderde de naam van het team in Spyker F1. Het team reed met Ferrari motoren.
- Red Bull Racing kreeg in 2007 voor het eerst de beschikking over Renault-motoren, Scuderia Toro Rosso zou in 2007 en 2008 met Ferrari-krachtbronnen gaan rijden.

### Veranderingen bij de coureurs in 2007

#### Van team / functie veranderd
- Fernando Alonso verhuisde van Renault F1 naar McLaren Mercedes. Zijn plaats bij Renault werd ingenomen door testrijder Heikki Kovalainen. Zodoende kon McLaren dit seizoen met de startnummers 1 en 2 rijden en moest Renault genoegen nemen met 3 en 4.
- Bij Williams F1 nam Alexander Wurz de plaats in van Mark Webber, die op zijn beurt naar Red Bull Racing ging.
- Omdat Michael Schumacher stopte bij Ferrari, maakte het team bij monde van Jean Todt bekend dat Kimi Räikkönen diens zitje zou overnemen, hetgeen op het eind van het seizoen een gouden greep zou blijken te zijn geweest.
- Christian Klien werd testrijder bij Honda F1.
- Lewis Hamilton kwam als tweede rijder naast regerend wereldkampioen Fernando Alonso het McLaren Mercedes-team binnen.
- Anthony Davidson werd gecontracteerd door het Japanse Super Aguri-team.
- Giedo van der Garde werd 3e coureur en vrijdagtester bij Spyker F1.

#### Uit de Formule 1
- Juan Pablo Montoya verliet McLaren F1 al in 2006 om in de Nextel Cup van het Amerikaanse NASCAR te gaan rijden.
- Voormalig wereldkampioen Jacques Villeneuve zou dit seizoen niet meer bij het BMW-team aan de slag gaan en keerde ook elders niet in de Formule 1 terug.
- Zevenvoudig wereldkampioen Michael Schumacher verliet de Formule 1 als coureur, maar zou zich wel blijven inzetten voor Ferrari. In 2010 keerde hij terug als coureur bij het team van Mercedes waar hij tot en met 2012 zou blijven.

#### Tijdens het seizoen
- Tijdens de Grote Prijs van de Verenigde Staten zou Sebastian Vettel de Pool Robert Kubica vervangen wegens diens crash tijdens de Grote Prijs van Canada.
- Op 10 juli werd Christijan Albers op non-actief gezet bij het team van Spyker. Voor de Grote Prijs van Europa op het circuit van de Nürburgring werd hij vervangen door testrijder Markus Winkelhock, die in zijn eerste en enige race in de Formule 1 één ronde op de eerste plaats heeft gelegen.
- Vanaf de Grand Prix van Hongarije (5 augustus) nam Sakon Yamamoto plaats in de tweede auto van Spyker in plaats van Markus Winkelhock dan wel Christijan Albers.
- Scuderia Toro Rosso ontsloeg Scott Speed. Dat maakte het team op 31 juli bekend. BMW's test- en reservecoureur Sebastian Vettel werd zijn vervanger.
- Na de grote prijs van China maakte Alexander Wurz bekend dat hij per direct zou stoppen als Formule 1-coureur. Het team van Williams besloot test-coureur Kazuki Nakajima de laatste race van het seizoen in Brazilië te laten rijden.

## Resultaten en klassement

### Grands Prix
| Ronde | Grand Prix               | Poleposition    | Snelste ronde   | Winnende coureur | Winnende constructeur | Verslag |
| ----- | ------------------------ | --------------- | --------------- | ---------------- | --------------------- | ------- |
| 1     | GP van Australië         | Kimi Räikkönen  | Kimi Räikkönen  | Kimi Räikkönen   | Ferrari               | Verslag |
| 2     | GP van Maleisië          | Felipe Massa    | Lewis Hamilton  | Fernando Alonso  | McLaren-Mercedes      | Verslag |
| 3     | GP van Bahrein           | Felipe Massa    | Felipe Massa    | Felipe Massa     | Ferrari               | Verslag |
| 4     | GP van Spanje            | Felipe Massa    | Felipe Massa    | Felipe Massa     | Ferrari               | Verslag |
| 5     | GP van Monaco            | Fernando Alonso | Fernando Alonso | Fernando Alonso  | McLaren-Mercedes      | Verslag |
| 6     | GP van Canada            | Lewis Hamilton  | Fernando Alonso | Lewis Hamilton   | McLaren-Mercedes      | Verslag |
| 7     | United States Grand Prix | Lewis Hamilton  | Kimi Räikkönen  | Lewis Hamilton   | McLaren-Mercedes      | Verslag |
| 8     | GP van Frankrijk         | Felipe Massa    | Felipe Massa    | Kimi Räikkönen   | Ferrari               | Verslag |
| 9     | GP van Groot-Brittannië  | Lewis Hamilton  | Kimi Räikkönen  | Kimi Räikkönen   | Ferrari               | Verslag |
| 10    | GP van Europa            | Kimi Räikkönen  | Felipe Massa    | Fernando Alonso  | McLaren-Mercedes      | Verslag |
| 11    | GP van Hongarije         | Lewis Hamilton  | Kimi Räikkönen  | Lewis Hamilton   | McLaren-Mercedes      | Verslag |
| 12    | GP van Turkije           | Felipe Massa    | Kimi Räikkönen  | Felipe Massa     | Ferrari               | Verslag |
| 13    | GP van Italië            | Fernando Alonso | Fernando Alonso | Fernando Alonso  | McLaren-Mercedes      | Verslag |
| 14    | GP van België            | Kimi Räikkönen  | Felipe Massa    | Kimi Räikkönen   | Ferrari               | Verslag |
| 15    | GP van Japan             | Lewis Hamilton  | Lewis Hamilton  | Lewis Hamilton   | McLaren-Mercedes      | Verslag |
| 16    | GP van China             | Lewis Hamilton  | Felipe Massa    | Kimi Räikkönen   | Ferrari               | Verslag |
| 17    | GP van Brazilië          | Felipe Massa    | Kimi Räikkönen  | Kimi Räikkönen   | Ferrari               | Verslag |

### Puntentelling
Punten werden toegekend aan de top acht geklasseerde coureurs.
| Positie | 01e0 | 02e0 | 03e0 | 04e0 | 05e0 | 06e0 | 07e0 | 08e0 |
| Punten  | 10   | 8    | 6    | 5    | 4    | 3    | 2    | 1    |

### Klassement bij de coureurs
| Pos. | Coureur              | Grands Prix | Grands Prix | Grands Prix | Grands Prix | Grands Prix | Grands Prix | Grands Prix | Grands Prix | Grands Prix | Grands Prix | Grands Prix | Grands Prix | Grands Prix | Grands Prix | Grands Prix | Grands Prix | Grands Prix | Punten |
| Pos. | Coureur              | AUS         | MAL         | BHR         | SPA         | MON         | CAN         | VST         | FRA         | GBR         | EUR         | HON         | TUR         | ITA         | BEL         | JAP         | CHN         | BRA         | Punten |
| ---- | -------------------- | ----------- | ----------- | ----------- | ----------- | ----------- | ----------- | ----------- | ----------- | ----------- | ----------- | ----------- | ----------- | ----------- | ----------- | ----------- | ----------- | ----------- | ------ |
| 1    | Kimi Räikkönen       | 1PS         | 3           | 3           | DNF         | 8           | 5           | 4S          | 1           | 1S          | DNFP        | 2S          | 2S          | 3           | 1P          | 3           | 1           | 1S          | 110    |
| 2    | Lewis Hamilton       | 3           | 2S          | 2           | 2           | 2           | 1P          | 1P          | 3           | 3P          | 9           | 1P          | 5           | 2           | 4           | 1PS         | DNFP        | 7           | 109    |
| 3    | Fernando Alonso      | 2           | 1           | 5           | 3           | 1PS         | 7S          | 2           | 7           | 2           | 1           | 4           | 3           | 1PS         | 3           | DNF         | 2           | 3           | 109    |
| 4    | Felipe Massa         | 6           | 5P          | 1PS         | 1PS         | 3           | DSQ         | 3           | 2PS         | 5           | 2S          | 13          | 1P          | DNF         | 2S          | 6           | 3S          | 2P          | 94     |
| 5    | Nick Heidfeld        | 4           | 4           | 4           | DNF         | 6           | 2           | DNF         | 5           | 6           | 6           | 3           | 4           | 4           | 5           | 14†         | 7           | 6           | 61     |
| 6    | Robert Kubica        | DNF         | 18          | 6           | 4           | 5           | DNF         |             | 4           | 4           | 7           | 5           | 8           | 5           | 9           | 7           | DNF         | 5           | 39     |
| 7    | Heikki Kovalainen    | 10          | 8           | 9           | 7           | 13†         | 4           | 5           | 15          | 7           | 8           | 8           | 6           | 7           | 8           | 2           | 9           | DNF         | 30     |
| 8    | Giancarlo Fisichella | 5           | 6           | 8           | 9           | 4           | DSQ         | 9           | 6           | 8           | 10          | 12          | 9           | 12          | DNF         | 5           | 11          | DNF         | 21     |
| 9    | Nico Rosberg         | 7           | DNF         | 10          | 6           | 12          | 10          | 16†         | 9           | 12          | DNF         | 7           | 7           | 6           | 6           | DNF         | 16          | 4           | 20     |
| 10   | David Coulthard      | DNF         | DNF         | DNF         | 5           | 14          | DNF         | DNF         | 13          | 11          | 5           | 11          | 10          | DNF         | DNF         | 4           | 8           | 9           | 14     |
| 11   | Alexander Wurz       | DNF         | 9           | 11          | DNF         | 7           | 3           | 10          | 14          | 13          | 4           | 14          | 11          | 13          | DNF         | DNF         | 12          |             | 13     |
| 12   | Mark Webber          | 13          | 10          | DNF         | DNF         | DNF         | 9           | 7           | 12          | DNF         | 3           | 9           | DNF         | 9           | 7           | DNF         | 10          | DNF         | 10     |
| 13   | Jarno Trulli         | 9           | 7           | 7           | DNF         | 15          | DNF         | 6           | DNF         | DNF         | 13          | 10          | 16          | 11          | 11          | 13          | 13          | 8           | 8      |
| 14   | Sebastian Vettel     |             |             |             |             |             |             | 8           |             |             |             | 16          | 19          | 18          | DNF         | DNF         | 4           | DNF         | 6      |
| 15   | Jenson Button        | 15          | 12          | DNF         | 12          | 11          | DNF         | 12          | 8           | 10          | DNF         | DNF         | 13          | 8           | DNF         | 11†         | 5           | DNF         | 6      |
| 16   | Ralf Schumacher      | 8           | 15          | 12          | DNF         | 16          | 8           | DNF         | 10          | DNF         | DNF         | 6           | 12          | 15          | 10          | DNF         | DNF         | 11          | 5      |
| 17   | Takuma Sato          | 12          | 13          | DNF         | 8           | 17          | 6           | DNF         | 16          | 14          | DNF         | 15          | 18          | 16          | 15          | 15†         | 14          | 12          | 4      |
| 18   | Vitantonio Liuzzi    | 14          | 17          | DNF         | DNF         | DNF         | DNF         | 17†         | DNF         | 16†         | DNF         | DNF         | 15          | 17          | 12          | 9           | 6           | 13          | 3      |
| 19   | Adrian Sutil         | 17          | DNF         | 15          | 13          | DNF         | DNF         | 14          | 17          | DNF         | DNF         | 17          | 21†         | 19          | 14          | 8           | DNF         | DNF         | 1      |
| 20   | Rubens Barrichello   | 11          | 11          | 13          | 10          | 10          | 12          | DNF         | 11          | 9           | 11          | 18          | 17          | 10          | 13          | 10          | 15          | DNF         | 0      |
| 21   | Scott Speed          | DNF         | 14          | DNF         | DNF         | 9           | DNF         | 13          | DNF         | DNF         | DNF         |             |             |             |             |             |             |             | 0      |
| 22   | Kazuki Nakajima      |             |             |             |             |             |             |             |             |             |             |             |             |             |             |             |             | 10          | 0      |
| 23   | Anthony Davidson     | 16          | 16          | 16†         | 11          | 18          | 11          | 11          | DNF         | DNF         | 12          | DNF         | 14          | 14          | 16          | DNF         | DNF         | 14          | 0      |
| 24   | Sakon Yamamoto       |             |             |             |             |             |             |             |             |             |             | DNF         | 20          | 20          | 17          | 12          | 17          | DNF         | 0      |
| 25   | Christijan Albers    | DNF         | DNF         | 14          | 14          | 19†         | DNF         | 15          | DNF         | 15          |             |             |             |             |             |             |             |             | 0      |
| —    | Markus Winkelhock    |             |             |             |             |             |             |             |             |             | DNF         |             |             |             |             |             |             |             | 0      |
| Pos. | Coureur              | AUS         | MAL         | BHR         | SPA         | MON         | CAN         | VST         | FRA         | GBR         | EUR         | HON         | TUR         | ITA         | BEL         | JAP         | CHN         | BRA         | Punten |
| Pos. | Coureur              | Grands Prix |             |             |             |             |             |             |             |             |             |             |             |             |             |             |             |             | Punten |

| Resultaat                       |
| ------------------------------- |
| Winnaar                         |
| Tweede plaats                   |
| Derde plaats                    |
| Gefinisht (punten behaald)      |
| Gefinisht (geen punten behaald) |
| Niet geklasseerd (NC)           |
| Uitgevallen (DNF)               |
| Niet gekwalificeerd (DNQ)       |
| Gediskwalificeerd (DSQ)         |
| Niet gestart (DNS)              |
| Gewond (INJ)                    |
| Uitgesloten (EX)                |
| Teruggetrokken (WD)             |
| Niet deelgenomen (blanco cel)   |
| P Pole position                 |
| S Snelste ronde                 |

† — Coureur is niet gefinisht in de GP, maar heeft wel 90% van de race-afstand afgelegd, waardoor hij als geklasseerd genoteerd staat.

### Klassement bij de constructeurs
| Pos. | Constructeur       | Nr. | Grands Prix | Grands Prix | Grands Prix | Grands Prix | Grands Prix | Grands Prix | Grands Prix | Grands Prix | Grands Prix | Grands Prix | Grands Prix | Grands Prix | Grands Prix | Grands Prix | Grands Prix | Grands Prix | Grands Prix | Punten     |
| Pos. | Constructeur       | Nr. | AUS         | MAL         | BHR         | SPA         | MON         | CAN         | VST         | FRA         | GBR         | EUR         | HON         | TUR         | ITA         | BEL         | JAP         | CHN         | BRA         | Punten     |
| ---- | ------------------ | --- | ----------- | ----------- | ----------- | ----------- | ----------- | ----------- | ----------- | ----------- | ----------- | ----------- | ----------- | ----------- | ----------- | ----------- | ----------- | ----------- | ----------- | ---------- |
| 1    | Ferrari            | 5   | 6           | 5P          | 1PS         | 1PS         | 3           | DSQ         | 3           | 2PS         | 5           | 2S          | 13          | 1P          | DNF         | 2S          | 6           | 3S          | 2P          | 204        |
| 1    | Ferrari            | 6   | 1PS         | 3           | 3           | DNF         | 8           | 5           | 4S          | 1           | 1S          | DNFP        | 2S          | 2S          | 3           | 1P          | 3           | 1           | 1S          | 204        |
| 2    | BMW Sauber         | 9   | 4           | 4           | 4           | DNF         | 6           | 2           | DNF         | 5           | 6           | 6           | 3           | 4           | 4           | 5           | 14†         | 7           | 6           | 101        |
| 2    | BMW Sauber         | 10  | DNF         | 18          | 6           | 4           | 5           | DNF         | 8           | 4           | 4           | 7           | 5           | 8           | 5           | 9           | 7           | DNF         | 5           | 101        |
| 3    | Renault            | 3   | 5           | 6           | 8           | 9           | 4           | DSQ         | 9           | 6           | 8           | 10          | 12          | 9           | 12          | DNF         | 5           | 11          | DNF         | 51         |
| 3    | Renault            | 4   | 10          | 8           | 9           | 7           | 13†         | 4           | 5           | 15          | 7           | 8           | 8           | 6           | 7           | 8           | 2           | 9           | DNF         | 51         |
| 4    | Williams-Toyota    | 16  | 7           | DNF         | 10          | 6           | 12          | 10          | 16†         | 9           | 12          | DNF         | 7           | 7           | 6           | 6           | DNF         | 16          | 4           | 33         |
| 4    | Williams-Toyota    | 17  | DNF         | 9           | 11          | DNF         | 7           | 3           | 10          | 14          | 13          | 4           | 14          | 11          | 13          | DNF         | DNF         | 12          | 10          | 33         |
| 5    | Red Bull-Renault   | 14  | DNF         | DNF         | DNF         | 5           | 14          | DNF         | DNF         | 13          | 11          | 5           | 11          | 10          | DNF         | DNF         | 4           | 8           | 9           | 24         |
| 5    | Red Bull-Renault   | 15  | 13          | 10          | DNF         | DNF         | DNF         | 9           | 7           | 12          | DNF         | 3           | 9           | DNF         | 9           | 7           | DNF         | 10          | DNF         | 24         |
| 6    | Toyota             | 11  | 8           | 15          | 12          | DNF         | 16          | 8           | DNF         | 10          | DNF         | DNF         | 6           | 12          | 15          | 10          | DNF         | DNF         | 11          | 13         |
| 6    | Toyota             | 12  | 9           | 7           | 7           | DNF         | 15          | DNF         | 6           | DNF         | DNF         | 13          | 10          | 16          | 11          | 11          | 13          | 13          | 8           | 13         |
| 7    | Toro Rosso-Ferrari | 18  | 14          | 17          | DNF         | DNF         | DNF         | DNF         | 17†         | DNF         | 16†         | DNF         | DNF         | 15          | 17          | 12          | 9           | 6           | 13          | 8          |
| 7    | Toro Rosso-Ferrari | 19  | DNF         | 14          | DNF         | DNF         | 9           | DNF         | 13          | DNF         | DNF         | DNF         | 16          | 19          | 18          | DNF         | DNF         | 4           | DNF         | 8          |
| 8    | Honda              | 7   | 15          | 12          | DNF         | 12          | 11          | DNF         | 12          | 8           | 10          | DNF         | DNF         | 13          | 8           | DNF         | 11†         | 5           | DNF         | 6          |
| 8    | Honda              | 8   | 11          | 11          | 13          | 10          | 10          | 12          | DNF         | 11          | 9           | 11          | 18          | 17          | 10          | 13          | 10          | 15          | DNF         | 6          |
| 9    | Super Aguri-Honda  | 22  | 12          | 13          | DNF         | 8           | 17          | 6           | DNF         | 16          | 14          | DNF         | 15          | 18          | 16          | 15          | 15†         | 14          | 12          | 4          |
| 9    | Super Aguri-Honda  | 23  | 16          | 16          | 16†         | 11          | 18          | 11          | 11          | DNF         | DNF         | 12          | DNF         | 14          | 14          | 16          | DNF         | DNF         | 14          | 4          |
| 10   | Spyker-Ferrari     | 20  | 17          | DNF         | 15          | 13          | DNF         | DNF         | 14          | 17          | DNF         | DNF         | 17          | 21†         | 19          | 14          | 8           | DNF         | DNF         | 1          |
| 10   | Spyker-Ferrari     | 21  | DNF         | DNF         | 14          | 14          | 19†         | DNF         | 15          | DNF         | 15          | DNF         | DNF         | 20          | 20          | 17          | 12          | 17          | DNF         | 1          |
| EX   | McLaren-Mercedes   | 1   | 2           | 1           | 5           | 3           | 1PS         | 7S          | 2           | 7           | 2           | 1           | 4           | 3           | 1PS         | 3           | DNF         | 2           | 3           | DSQ (166)* |
| EX   | McLaren-Mercedes   | 2   | 3           | 2S          | 2           | 2           | 2           | 1P          | 1P          | 3           | 3P          | 9           | 1P          | 5           | 2           | 4           | 1PS         | DNFP        | 7           | DSQ (166)* |
| Pos. | Constructeur       | Nr. | AUS         | MAL         | BHR         | SPA         | MON         | CAN         | VST         | FRA         | GBR         | EUR         | HON         | TUR         | ITA         | BEL         | JAP         | CHN         | BRA         | Punten     |
| Pos. | Constructeur       | Nr. | Grands Prix |             |             |             |             |             |             |             |             |             |             |             |             |             |             |             |             | Punten     |

| Resultaat                       |
| ------------------------------- |
| Winnaar                         |
| Tweede plaats                   |
| Derde plaats                    |
| Gefinisht (punten behaald)      |
| Gefinisht (geen punten behaald) |
| Niet geklasseerd (NC)           |
| Uitgevallen (DNF)               |
| Niet gekwalificeerd (DNQ)       |
| Gediskwalificeerd (DSQ)         |
| Niet gestart (DNS)              |
| Gewond (INJ)                    |
| Uitgesloten (EX)                |
| Teruggetrokken (WD)             |
| Niet deelgenomen (blanco cel)   |
| P Pole position                 |
| S Snelste ronde                 |

- * McLaren verloor al haar punten wegens spionage.
- † — Coureur is niet gefinisht in de GP, maar heeft wel 90% van de race-afstand afgelegd, waardoor hij als geklasseerd genoteerd staat.

1950 · 1951 · 1952 · 1953 · 1954 · 1955 · 1956 · 1957 · 1958 · 1959 · 1960 · 1961 · 1962 · 1963 · 1964 · 1965 · 1966 · 1967 · 1968 · 1969 · 1970 · 1971 · 1972 · 1973 · 1974 · 1975 · 1976 · 1977 · 1978 · 1979 · 1980 · 1981 · 1982 · 1983 · 1984 · 1985 · 1986 · 1987 · 1988 · 1989 · 1990 · 1991 · 1992 · 1993 · 1994 · 1995 · 1996 · 1997 · 1998 · 1999 · 2000 · 2001 · 2002 · 2003 · 2004 · 2005 · 2006 · 2007 · 2008 · 2009 · 2010 · 2011 · 2012 · 2013 · 2014 · 2015 · 2016 · 2017 · 2018 · 2019 · 2020 · 2021 · 2022 · 2023 · 2024 · 2025 · 2026 
 Lijst van Formule 1 Grand Prix-wedstrijden